# San Martín del Monte

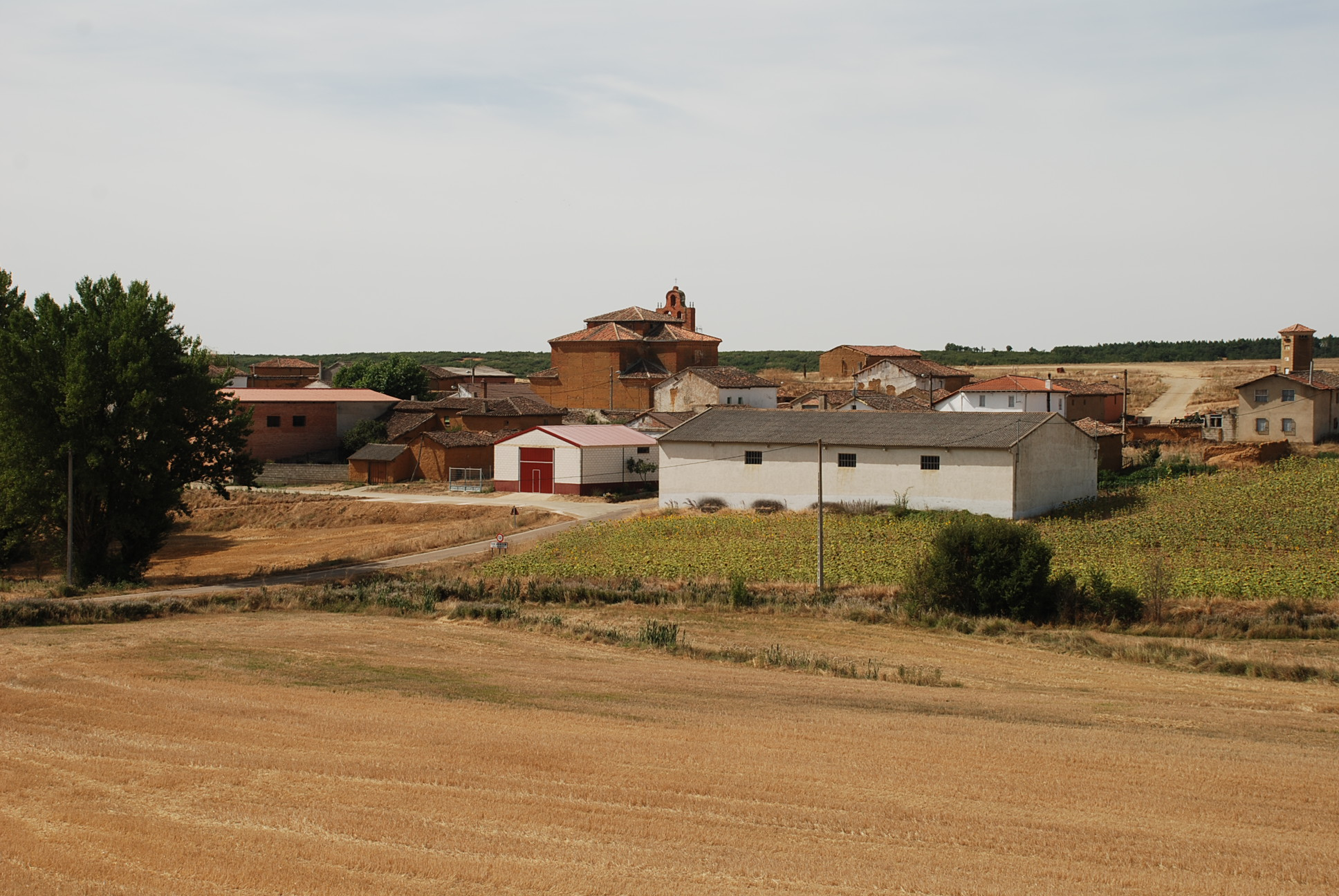
Vista general de San Martín del Monte

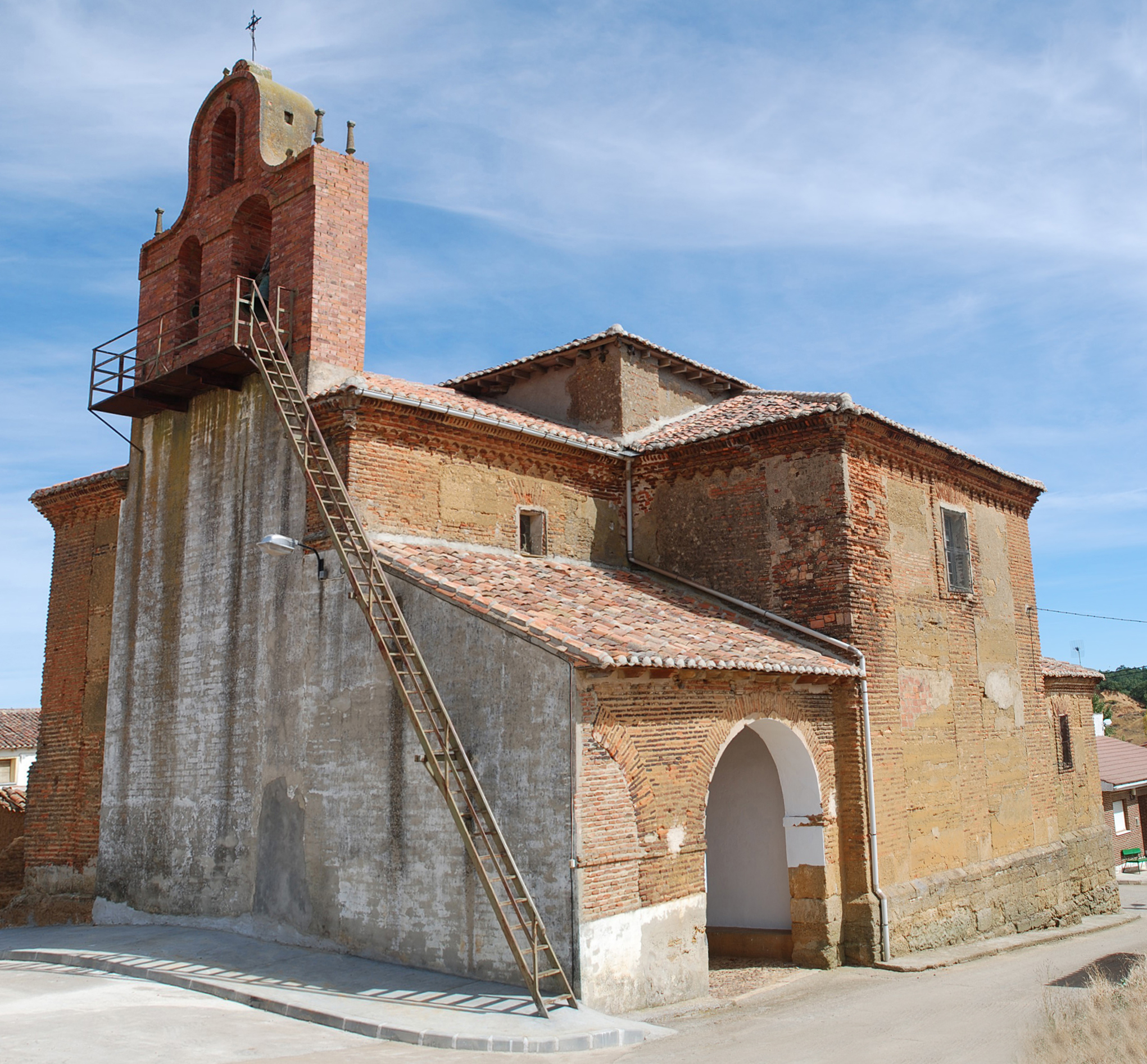
Iglesia de San Martín de Tours

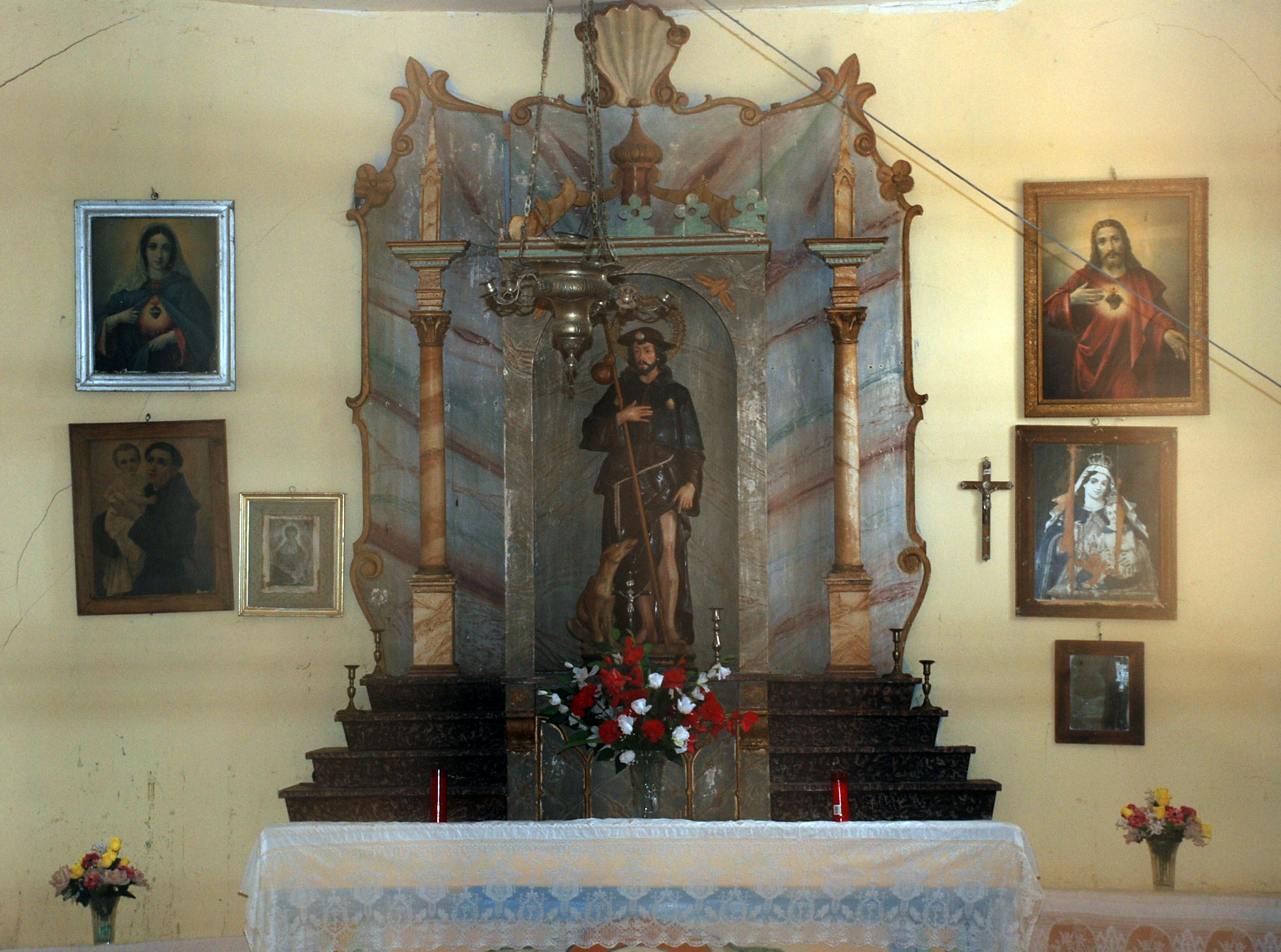
Ermita de San Roque

San Martín del Monte es una localidad y también una pedanía del municipio de Villameriel en la provincia de Palencia, en la Comunidad Autónoma de Castilla y León, España. 

## Geografía
Está a una distancia de 4450 m de Villameriel, la capital municipal, en la comarca de Boedo-Ojeda.

## Demografía
Evolución de la población en el siglo XXI
| Gráfica de evolución demográfica de San Martín del Monte entre 2000 y 2021 |
|                                                                            |
| Población de derecho (2000-2021) según el padrón municipal del INE         |

## Historia
San Martín del Monte proviene del latino “Sanetus” más “Martinus” el que partiera su capa para darle la mitad a un mendigo, obispo de Tours, muy venerado en la Edad Media, significando “el lugar de San Martín”
Durante la Edad Media pertenecía a la Merindad menor de Monzón (Meryndat de Monçon).
A la caída del Antiguo Régimen la localidad se constituye en municipio constitucional que en el censo de 1842 contaba con 9 hogares y 47 vecinos, para posteriormente integrarse en Villameriel.

## Monumentos
- Iglesia de San Martín: La iglesia de San Martín del Monte es neoclásica. Está articulada en torno a una nave portada adintelada. Cuenta en su interior con un retablo mayor en el Presbiterio de segunda mitad del siglo XVII.[6]
- Ermita de San Roque: pequeño templo de ladrillo que custodia la imagen de San Roque.